# 406
| 406                |
| ------------------ |
| Dødsfald - Fødsler |
|                    |

| Gregoriansk kalender | 406 CDVI                |
| Ab urbe condita      | 1159                    |
| Armensk kalender     | I/T                     |
| Kinesiske kalender   | 3102 – 3103 乙巳 – 丙午 |
| Etiopisk kalender    | 398 – 399               |
| Jødisk kalender      | 4166 – 4167             |
| Hindukalendere       |                         |
| - Vikram Samvat      | 461 – 462               |
| - Shaka Samvat       | 328 – 329               |
| - Kali Yuga          | 3507 – 3508             |
| Iransk kalender      | 216 BP – 215 BP         |
| Islamisk kalender    | 223 BH – 222 BH         |

Se også 406 (tal)

## Begivenheder

### Udateret
- Kejser Hanzei afløser sin bror kejser Richu og bliver Japans 18. kejser (traditionelt årstal).

- Årets romerske consuler er kejser Arcadius (øst) og politikeren Anicius Petronius Probus (vest).
- En vestromersk hær under Stilicho tvinger goterne til at opgive deres belejring af Firenze
- Efterår: De romerske legioner i Britannien (England) gør oprør og vælger officeren Marcus til kejser.
- Vandalerne kæmper mod frankerne (som er romerske forbundsfæller). Den vandalske kong Godegisel dør og afløses af sin søn Gunderik.[1]

### August
- 23. august - den gotiske kong Radagaisus henrettes i Firenze efter at goterne er blevet omringet og nedkæmpet

### December
- 31. december - Vandaler, alaner og sveber forcerer Rhinen og strømmer hærgende ind i det romerske Gallien (Frankrig)

## Født
- Attila, hunnernes konge (man kender ikke det præcise årstal).
- Shao Di, kejser af det Sydkinesiske Liu Song dynasti.

## Dødsfald
- Gu Kaizhi, kinesisk maler (født cirka 344).
- 23. august: Radagaisus, gotisk konge.
- Zhang Tianxi, hersker over et af de 16 kongeriger i Nordkina, "det tidligere Liang", (født 346).
- Godigisel, konge over vandalerne.